# Żagań (stacja kolejowa)
Żagań – stacja kolejowa w Żaganiu, w województwie lubuskim, w Polsce. Według klasyfikacji PKP ma kategorię dworca regionalnego.

## Ruch pasażerski[2]
| Rok  | Wymiana pasażerska na dobę |
| ---- | -------------------------- |
| 2017 | 300-499                    |
| 2018 | 200-299                    |
| 2019 | 200-299                    |
| 2020 | 200-299                    |
| 2021 | 200-299                    |
| 2022 | 300-499                    |
| 2023 | 500-699                    |

## Historia
Początki kolejnictwa na ziemi żagańskiej należy datować na 1845 rok, kiedy to podjęto decyzję o budowie głogowsko-żagańskiej linii kolejowej, przyłączonej do Dolnośląsko-Marchijskiej kolei żelaznej. W maju wspomnianego roku rozpoczęto wznoszenie dwóch mostów kolejowych – na Czernej i na Bobrze. Pierwszy pociąg z Głogowa na miejscowy dworzec przyjechał 26 lipca 1846 roku. W 1850 księżna żagańska Dorota poleciła wznieść nowy most na rzece Bóbr zwany Mostem Doroty, a później Mostem Królewskim (dziś nieistniejący), łączący park królewski (bażanciarnię) z dworcem kolejowym. 8 września 1851 księżna wraz z władzami miasta, mieszkańcami Żagania i korpusem strzeleckim z Głogowa powitała na żagańskim dworcu króla pruskiego Fryderyka Wilhelma IV, który przybył tu z wizytą. W 1869 Wilhelm II podpisał koncesję na budowę linii Żagań – Żary, którą oddano do użytku 2 lata później. W następnych latach otwarto także linie łączące Żagań z Legnicą (1875), Nową Solą (1890) oraz Zebrzydową i Świętoszowem (1905). 
Pierwszy gmach dworca kolejowego przetrwał do 1876 roku (został zniszczony z powodu pożaru). Obecny, będący trzecim z kolei, zbudowany został w 1913 roku. Przed I wojną światową krzyżowało się tu siedem linii kolejowych:
1. z Berlina
2. z Wrocławia
3. Żary – Chociebuż – Halle
4. Jankowa Żagańska – Zgorzelec – Drezno
5. Szprotawa – Głogów – Poznań
6. Kożuchów – Nowa Sól
7. Świętoszów – Lwówek Śląski

W okresie od kwietnia do czerwca 1919 przez Żagań odbywał się transport części Błękitnej Armii gen. Józefa Hallera. Polscy żołnierze przewiezieni na tutejszy dworzec francuskimi eszelonami po przeładunku na podstawione przez polskie koleje składy zostali przewiezieni do Kalisza.
Przed wybuchem II wojny światowej polski wywiad posiadał na żagańskiej kolei swojego agenta – dyspozytora kolei, który identyfikował niemieckie jednostki wojskowe i informował o ich przemieszczaniu. Dzięki niemu zidentyfikowano prawie wszystkie jednostki, które w latach 1937–1939 kierowano przez żagański węzeł kolejowy do rejonów koncentracji, na przedpolu GO "Śląsk" i armii "Kraków". Podczas II wojny światowej przez żagański dworzec przewinęło się tysiące jeńców wojennych z całego świata, nieopodal bowiem (ok. 1 km na południe od dworca) zlokalizowany był jeden z największych kompleksów jenieckich III Rzeszy. Część biorących udział w wielkiej ucieczce jeńców z obozu Stalag Luft III pociągami odjeżdżającymi z żagańskiego dworca kontynuowała ucieczkę. 
W dniu 27 lipca 1945 przybył pierwszy na Ziemiach Odzyskanych polski pociąg osobowy z dworca Wrocław Główny przewożąc kolejarzy, których zadaniem było utworzenie tu poddyrekcji PKP i przejęcie służby i kolei od władz radzieckich (poddyrekcja PKP funkcjonowała od 20 sierpnia do 17 września 1945). W latach 1945–1947 z żagańskiego dworca wyruszały pociągi na wschód z kolejnymi transportami niemieckich jeńców – byłych żołnierzy frontowych Wehrmachtu, oddziałów SS oraz funkcyjnych partyjnych struktur NSDAP. Do 1958 roku stacja kolejowa w Żaganiu podlegała Dyrekcji Okręgowej Kolei Państwowej we Wrocławiu, później – w Poznaniu. W czerwcu 1971 na tutejszy dworzec przyjechała pierwsza lokomotywa spalinowa. 31 maja 1991 odbył się ostatni kurs pociągu prowadzonego lokomotywą parową. 1 września 1991 powstała Stacja Rejonowa z siedzibą w Żaganiu. Dziś, z powodu problemów finansowych PKP, większość linii kolejowych została zamknięta, zlikwidowano również Stację Rejonową.
W listopadzie 2017 PKP podpisały z przedsiębiorstwem SKB umowę na remont dworca. Zmodernizowany dworzec oddano do użytku 10 maja 2019.

## Galeria

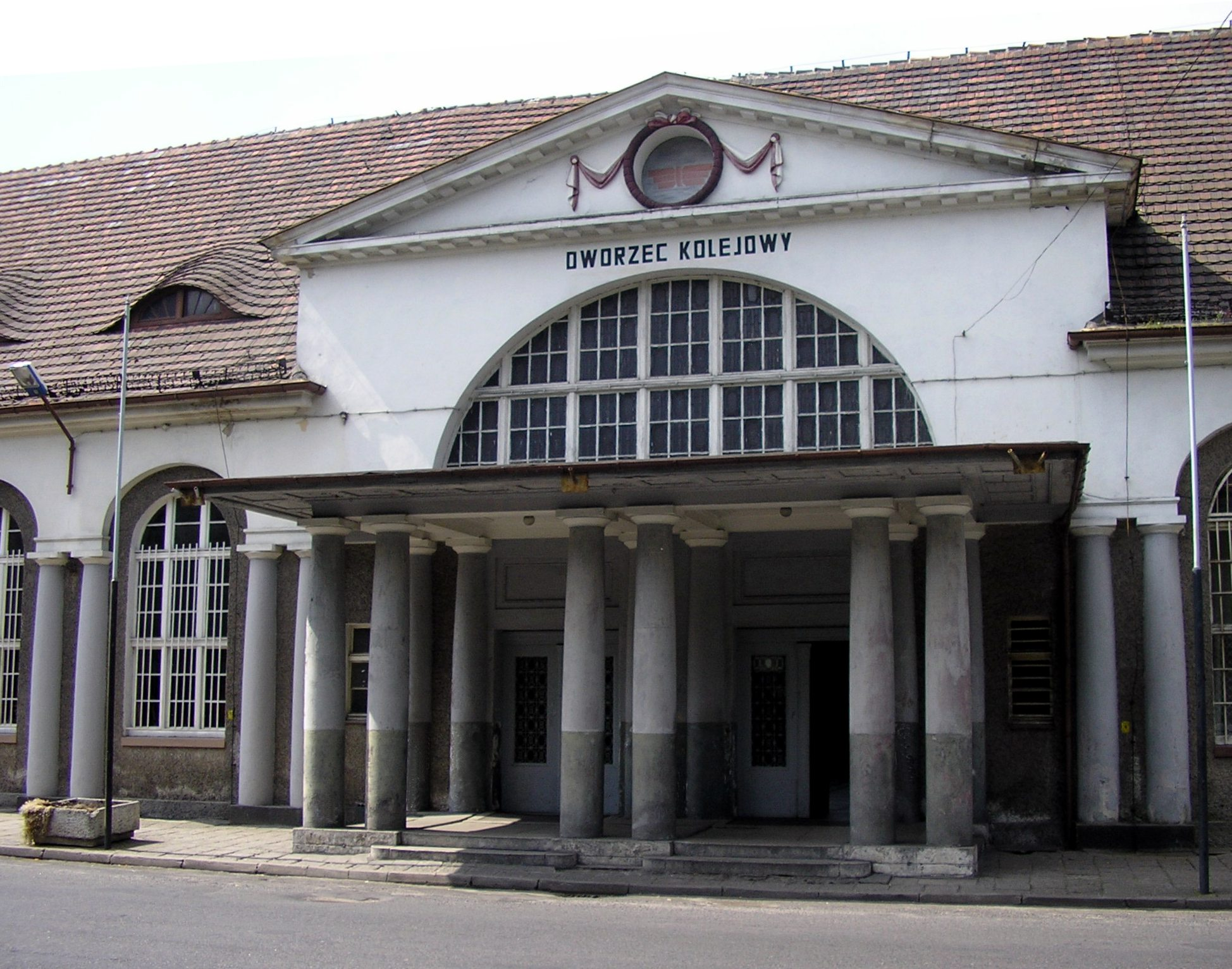
Portyk wejściowy przed remontem
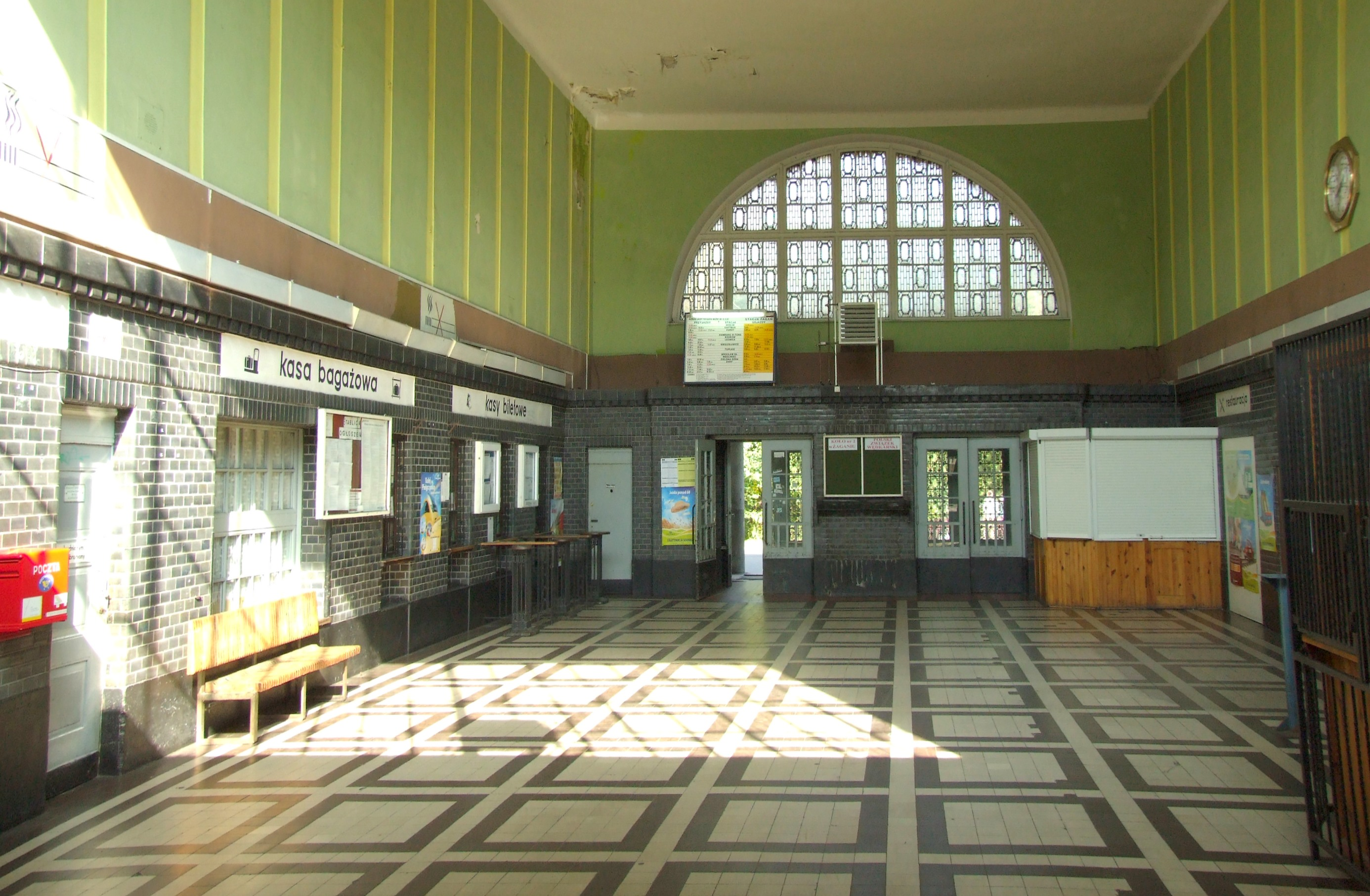
Hol dworca przed remontem
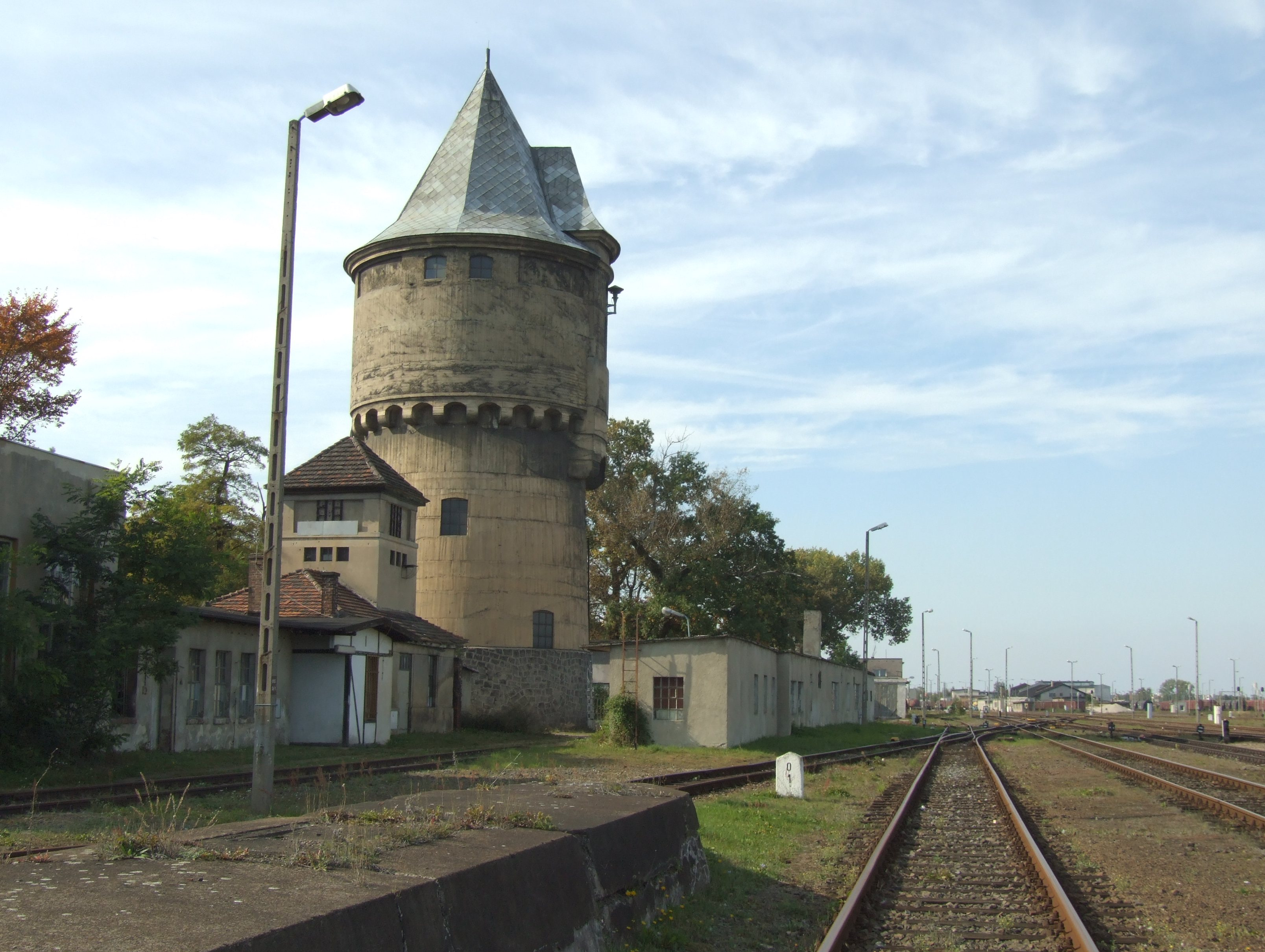
Wieża ciśnień